# Мария Йозефа Баварская
Мария Йозефа Баварская (нем. Marie Josephe von Bayern, полное имя Мария Йозефа Антония Вальбурга Фелисита Регула Баварская и Богемская (нем. Marie Josephe Antonie Walburga Felicitas Regula von Bayern und Böhmen; 20 марта 1739, Мюнхен — 28 мая 1767, Вена) — принцесса из дома Виттельсбахов, урождённая герцогиня Баварская, принцесса Баварская и Богемская, дочь Карла Альбрехта, курфюрста Баварии и короля Чехии и императора Священной Римской империи под именем Карла VII; в замужестве — императрица Священной Римской империи, королева Германии, эрцгерцогиня Австрийская, принцесса Тосканская.

## Биография
Мария Йозефа Баварская родилась 30 марта 1739 года в Мюнхене. Она была седьмым и младшим ребенком в семье Карла Альберта, курфюрста Баварского, императора Священной Римской империи, и эрцгерцогини Марии Амалии Австрийской. Родителями её матери были Иосиф I, император Священной Римской империи, и Вильгельмина Амалия Брауншвейг-Люнебургская; родители отца — Максимилиан II Эмануил, курфюрст Баварский, и Тереза Кунегунда Собеская, дочь Яна III Собеского, короля Речи Посполитой.
В семье кроме Марии Йозефы было шестеро детей, и только трое из них дожили до совершеннолетия: Максимилиан III, курфюрст Баварский, Мария Антония Баварская, в замужестве курфюрстина Саксонская, и Мария Анна Йозефа Баварская, в замужестве маркграфиня Баден-Баденская.

## Брак
23 января 1765 года, в возрасте 25 лет, во дворце Шенбрунн она вышла замуж за вдовца, Иосифа Австрийского, короля Римского и наследника императрицы Марии Терезии Австрийской. Мария Йозефа была на два года старше мужа.
Брак не был счастлив и состоялся только под давлением императрицы Марии Терезии, которая ждала наследников, внуков от кронпринца. Иосиф II после смерти своей любимой первой жены Изабеллы Пармской не хотел жениться, хотя и сватался к младшей сестре покойной супруги Марии Луизе Пармской, но та была уже просватана за наследного принца Испанского. Свою вторую супругу он считал некрасивой женщиной, но добрым человеком.
18 августа 1765 года Иосиф II стал императором Священной Римской империи, а Мария Йозефа — императрицей. Их брак был бесплодным и недолговечным.
Через два года после заключения брака Мария Йозефа Баварская заболела оспой, как и первая супруга мужа. Иосиф Австрийский не навещал жену во время болезни. Её навестила свекровь, которая заразилась от невестки, но выжила.

## Смерть
28 мая 1767 года после двух лет брака Мария Йозефа Баварская умерла от оспы, как и её предшественница Изабелла Пармская, и была похоронена в Императорском склепе в Вене.
Иосиф Австрийский, не любивший вторую жену, ни разу не был на её могиле. После смерти тестя претендовал на большую часть Баварии, что в конечном итоге привело к войне за баварское наследство в 1778—1779 годах.

## Титулы
- Её Высочество, принцесса Мария Йозефа Баварская, герцогиня Баварская (30 марта 1739 — 23 января 1765).
- Её Величество, королева Римская (23 января 1765 — 18 августа 1765).
- Её Императорское Величество, императрица Священной Римской империи (18 августа 1765 — 28 мая 1767).